# ولا ژنجینسکا
وُلا ژنجینسکا (لهستانی: Wola Rzędzińska؛ ‏[ˈvɔla ʐɛnˈd͡ʑiɲska]) روستایی در شهرستان تارنوف واقع در استان لهستان کوچک است که در ۷ کیلومتری شرق تارنوف و ۸۲ کیلومتری شرق کراکوف قرار دارد.